# The Hitchhiker's Guide to the Galaxy
The Hitchhiker's Guide to the Galaxy (no Brasil O Guia do Mochileiro das Galáxias, em Portugal À Boleia Pela Galáxia) é uma série de ficção científica cómica criada por Douglas Adams. Originalmente era transmitida na BBC Radio 4 em 1978, foi mais tarde adaptada para outros formatos, e após vários anos se tornou um fenômeno internacional. As adaptações incluíram espetáculos de palco, uma "trilogia" de cinco livros publicados entre 1979 e 1992, um sexto romance escrito pelo Eoin Colfer, em 2009, uma série de TV de 1981, um jogo de computador de 1984, e três séries de três partes de adaptações de romance para quadrinhos publicados pela DC Comics entre 1993 e 1996. Houve também duas toalhas, produzidas por Beer-Davies, que são considerados por alguns fãs como uma "versão oficial" do Guia do Mochileiro das Galáxias, uma vez que incluem o texto do primeiro romance. Uma versão cinematográfica de Hollywood financiada, produzida e filmada no Reino Unido, foi lançada em abril de 2005, e adaptações de rádio dos terceiro, quarto e quinto romance foram transmitidos entre 2004 e 2005. Muitas dessas adaptações, incluindo os romances, as séries de TV, o jogo de computador, e os primeiros rascunhos do roteiro do filme de Hollywood, foram feitos pelo próprio Adams, e alguns da adaptação de palco mostra novo material escrito por Adams.
O título é o nome fictício de um excêntrico dicionário, que possui definições e opiniões sobre todo o universo, O Guia do Mochileiro das Galáxias, que tem um lugar de destaque na série. O guia define a terra como: praticamente inofensiva.
O Guia do Mochileiro das Galáxias é muitas vezes abreviado "HHGTTG" (como o usado em sites de fãs) ou "H2G2" (utilizado pela primeira vez por Neil Gaiman como um título de capítulo em Don't Panic: The Official Hitchhiker's Guide to the Galaxy Companion, posteriormente, pelo guia online fundado por Adams e operado pela BBC, h2g2). A série também é muitas vezes referida como "O Guia do Mochileiro", "Mochileiro das Galáxias", "Mochileiro", ou simplesmente "[O] Guia". Este título pode se referir a qualquer uma das várias encarnações da história de que os livros são os mais amplamente distribuídos, tendo sido traduzido em mais de 30 línguas até 2005.

## Enredo

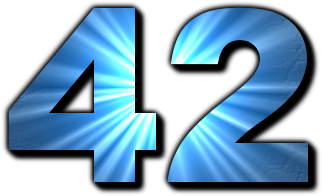
"42", a resposta para a pergunta fundamental sobre a vida, o universo e tudo mais

As várias versões seguem praticamente o mesmo enredo básico. Contudo, uma vez que Adams reescreveu a história substancialmente para cada nova adaptação, os personagens muitas vezes estão em lugares mutuamente contraditórios. Ao longo de todas as versões, a série segue as aventuras de vários personagens, sendo os principais: Arthur Dent, um inglês azarado; Ford Prefect, um alienígena de um planeta pequeno em algum lugar nos arredores de Betelgeuse e coletor de informações turísticas para o famoso Guia do Mochileiro das Galáxias; Zaphod Beeblebrox, o semi-primo de Ford e o Presidente Galáctico; o deprimido robô Marvin, o Andróide Paranóide; e Trillian, anteriormente conhecida como Tricia McMillan, uma mulher que Arthur conhecera em uma festa em Islington.

## Personagens

### Arthur Dent
Arthur Phillip Dent é o protagonista da série de ficção científica cómica O Guia do Mochileiro da Galáxia. Arthur Dent é um terráqueo, humanóide, proveniente da Inglaterra. Escapou com a ajuda de seu amigo Ford Prefect da destruição da Terra, viveu durante algum tempo na Terra pré-histórica, aprendeu a voar, é considerado o mestre dos sanduíches em um planeta outro que não a Terra, tem uma filha chamada Random Frequent Flyer Dent com Trillian (sem que eles mantivessem relações sexuais) e leu a mensagem de Deus para toda a criação. Um ser vivo sempre perdido e/ou frustrado.
Na adaptação para o cinema Arthur Dent foi interpretado por Martin Freeman.

### Ford Prefect
Ford Prefect é um alienígena de um planeta próximo a Betelgeuse que veio fazer uma visita de alguns dias à Terra, como pesquisador de campo para O Guia do Mochileiro das Galáxias, mas acabou ilhado no planeta por 15 anos.
Enquanto estava na Terra, fingia ser um ator desempregado. Seu verdadeiro nome na língua betelgeusiana, dado por seu pai, é impronunciável, inclusive para ele próprio. Por isso ganhou o apelido de Ix (que, no idioma de Beteguelse II, quer dizer: "menino que não sabe explicar direito o que é um Hrung e nem por que ele resolveu cair em cima de betelgeuse IV"). Ford Prefect foi o nome que ele escolheu na Terra, por julgar ser um nome comum.
Um dia seu receptor subeta dá sinal e ele percebe que os vogons estavam para vir à Terra para demoli-la, sob o pretexto de construção de uma estrada espacial - curiosamente, uma estrada foi o motivo da demolição da casa do amigo de Ford, Arthur Dent, no mesmo dia em que essas estradas se tornam desnecessárias devido ao recém inventado Gerador de Improbabilidade Infinita. Junto com seu amigo Arthur Dent, Ford consegue escapar da destruição da Terra.
Depois de serem expulsos da nave vogon, graças a uma imensa improbabilidade são salvos pela nave Coração de Ouro, que Zaphod Beeblebrox tinha roubado.

### Trillian
Tricia McMillian, mais conhecida como Trillian, é descrita como uma brilhante astrofísica e aparece nos livros O guia do mochileiro das galáxias, O Restaurante no Fim do Universo; A Vida, o Universo e Tudo Mais e Praticamente Inofensiva, além de uma breve aparição em Até mais, e Obrigado pelos Peixes!
Na adaptação para o cinema de 2005, Trillian foi interpretada pela atriz, musicista e compositora norte-americana Zooey Deschanel.
No filme, Arthur Dent conhece Trillian durante uma festa em Islington (Inglaterra) e tenta paquerar a moça, sem sucesso. Trillian desejava viajar, conhecer outros lugares, e até convidou Dent para fugir para Madagascar com ela, mas ele recusa (alega que "isso é loucura!"). Ela foge com Zaphod Beeblebrox, que promete levá-la a outros planetas.  Dent só a reencontraria seis meses depois, no espaço.
Trillian e Dent são os únicos seres humanos sobreviventes da explosão do planeta Terra e no filme baseado no livro os dois chegaram a ter um relacionamento amoroso, embora no livro ambos não cheguem a namorar, apesar das tentativas de Arthur.

### Zaphod Beeblebrox
Zaphod Beeblebrox é semiprimo (que tem três das mesmas mães) de Ford Prefect que acaba por ser o Presidente da Galáxia, mesmo sendo um sujeito altamente incompetente para ocupar o cargo, tendo em vista que os requisitos para sê-lo são não o querer e distrair a atenção das pessoas.
Zaphod possui muitas qualidades (quase todas ruins); já foi até mesmo eleito 7 vezes a criatura racional mais mal vestida da galáxia. Zaphod rouba a Coração de Ouro, uma nave movida por um Gerador de Improbabilidade Infinita, e é devido à improbabilidade dos acontecimentos ocorridos nessa nave que Zaphod e Trillian salvam Arthur Dent e Ford Prefect da morte, quando eles são expulsos da nave Vogon no espaço, restando-lhes apenas 30 segundos de vida (até terem sido salvos no último instante).
As suas principais características de personalidade, além de ter duas cabeças, são o fato de ser incrivelmente metido consigo próprio e ter operado o próprio cérebro por motivos que ele mesmo desconhece. É egoista e vive chamando Arthur Dent de "símio". Quer encontrar o homem que realmente comanda o universo. Zaphod é o inventor da Dinamite Pangaláctica, um cocktail fictício baseado em Aguardente Janx.

### Marvin, o Androide Paranóide
Marvin é uma personagens da série O Guia do Mochileiro das Galáxias, criada pelo escritor e radialista Douglas Adams.
Robô de bordo da espaçonave Coração de Ouro, Marvin é um dos protótipos da Companhia Cibernética Sírius projetados com a revolucionária tecnologia de Personalidade Humana Genuína (PHG). A PHG proporciona a esses protótipos as reações e emoções humanas mais variadas.
Marvin é descrito como tendo um "cérebro do tamanho de um planeta", com um QI pelo menos 30 bilhões de vezes superior ao de um ser humano. Entretanto, as funções para a quais é designado são das mais banais (como abrir portas, escoltar visitantes e sentar a um canto de uma sala e ser ignorado por todos). Essas tarefas tão absurdamente simples para seu intelecto superior resultam no PHG do androide uma profunda e prolongada depressão, além de um sentimento de completo desprezo pela vida. De acordo com Douglas Adams, a ideia para Marvin surgiu como paródia a Andrew Marshall, um escritor cômico. Stephen Moore, que o interpretou na rádio e TV, diz também que a criação da personagem foi também influenciada por Eeyore, personagem de Winnie The Pooh, e o chef de cozinha Clement Freud.

### Vogons
Os Vogons são um povo conhecido pela sua inteligência, brutalidade, feiura e inaptidão de escrever poesias.
Uma de suas equipes de construção foi responsável pela destruição do planeta Terra sob o pretexto de ser construída uma nova via hiperespacial.
Garth Jennings deliberadamente baseou sua concepção dos Vogons no trabalho do cartunista James Gillray (1757-1815). "Suas criações eram tão grotescas ... quando olhamos para elas, percebemos que eram os Vogons" Em Mostly Harmless, Jeltz é mais uma vez responsável pela destruição da Terra, depois que os Vogons se infiltram nos escritórios da empresa Hitchhikers Guide para transformar o Guia em um dispositivo capaz de destruir todas as Terras em todas as dimensões, Esta vez, provavelmente, matando Arthur, Ford,  Trillian e a filha de Arthur,  Random - um destino esquivado pelos personagens na fase quintessencial.
Na versão de televisão da história, os artesanatos são moldados como navio de batalhas, embora com um fundo plano através do qual as vigas de demolição são disparadas. Na versão do filme, o artesanato é cinza e cúbico, uma continuação da ênfase na burocracia na concepção de Vogons.

## Elementos

### Coração de Ouro
Foi a primeira nave a empregar com sucesso o revolucionário Gerador de Improbabilidade Infinita. Sua estrutura de 150 metros de comprimento, afunilada e totalmente branca foi construída secretamente no planeta Damogran. Foi roubada durante a cerimônia de seu lançamento pelo então-presidente da Galáxia Zaphod Beeblebrox.
Os robôs e computadores da nave são equipados com uma das mais recentes inovações tecnológicas da Companhia Cibernética Sírius: a PHG (Personalidade Humana Genuína), que confere-lhes a habilidade de simular as mais diversas facetas do comportamento humano. Um exemplo são as portas, que quando abrem dão uma risadinha de satisfação. Eddie, o computador de bordo, por exemplo, possui uma PHG tão simpática e amigável que chega a irritar os ocupantes da nave; enquanto Marvin, o andróide de bordo, carrega consigo uma personalidade semelhante à de um maníaco-depressivo com tendências suicidas.

### Magrathea
Magrathea, na série de ficção científica O Guia do Mochileiro das Galáxias, de Douglas Adams, é um planeta onde a população é especializada em construir outros planetas sob encomenda. Uma de suas construções é a Terra. Magrathea orbita a estrela dupla Soulianis e Rahm.
O planeta Magrathea, se existisse, poderia ser utilizado para construir planetas e universos, e testar várias teorias da astrofísica, cosmologia e ciência planetária.

## Publicações impressas

### Trilogia
De acordo com o próprio autor, o Guia era uma trilogia de 4 partes, formada pelos seguintes livros:
- The Hitchhiker's Guide to the Galaxy (no Brasil, O Guia do Mochileiro das Galáxias)
- The Restaurant at the End of the Universe (no Brasil, O Restaurante no Fim do Universo)
- Life, the Universe and Everything (no Brasil, A Vida, o Universo e Tudo Mais)
- So Long, and Thanks For All the Fish (no Brasil, Até mais, e Obrigado pelos Peixes!)

Existe ainda um último volume Mostly Harmless (no Brasil Praticamente inofensiva) que, apesar de certa controvérsia, é considerado por muitos, parte da "Trilogia de 5 livros" de Douglas Adams.
Os 4 primeiros foram lançados originalmente no Brasil pela Editora Brasiliense. Posteriormente, foram traduzidos novamente e relançados em 2004 pela Editora Sextante depois da estreia do filme.
A continuidade da obra de Douglas Adams, And Another Thing... foi escrita por Eoin Colfer, autor da série Artemis Fowl, e foi publicada com autorização dos herdeiros de Douglas Adams, pois ele faleceu em 2001.

## Filme
Em 2005, foi lançado pela Touchstone Pictures e pela Spyglass o longa metragem baseado no primeiro livro da série. Ainda assim existem várias diferenças entre a história  do livro e o filme, todas acrescentadas pelo próprio autor Douglas Adams.

## Impacto cultural
O mensageiro instantâneo Trillian inspirou-se na personagem de mesmo nome da obra.
A série inspirou estudos, por exemplo, é possível perceber a sistematização da burocracia realizada por Adams. Ele satiriza o narcisismo humano, ao retratar os seres humanos como  insignificantes e movimentando-se em um universo complexo e ordenado, na qual espécies diferentes realizam trocas comerciais e possuem especialidades mais bem definidas, como os “Dentrassis” (uma raça de cozinheiros) até uma raça de colchões, cultivada nos pântanos de Sqornshel-lous Zeta.  A burocracia encontra níveis descritivos que toma contornos exagerados a níveis galácticos. No dialogo inicial da obra, é possível observar como guia situa a burocracia pois a casa de Arthur Dent, humano residente na Inglaterra, será destruída pela prefeitura de seu município para a construção de um novo desvio:
| “ | — Mas, Sr. Dent, o projeto estava à sua disposição na Secretaria de Obras há nove meses. — Pois é. Assim que eu soube fui lá me informar, ontem à tarde. Vocês não se esforçaram muito para divulgar o projeto, não é verdade? Quer dizer, não chegaram a comunicar às pessoas nem nada. — Mas o projeto estava em exposição… — Em exposição? Tive que descera o porão pra encontrar o projeto.—É no porão que os projetos ficam em exposição. — Com uma lanterna. — Ah, provavelmente estava faltando luz. — Faltavam as escadas,também. — Mas, afinal, o senhor encontrou o projeto, não foi? Encontrei, sim — disse Arthur. — Estava em exibição no fundo de um arquivo trancado, jogado num banheiro fora de uso, cuja porta tinha aplaca: Cuidado com o leopardo. | ” |
|   | — Douglas Adams, O Guia do mochileiro das galáxias. [S.l.]: Editora Arqueiro Ltda, 2010.. |   |